# Latynoski pop
Latynoski pop (ang. latin pop) – podgatunek muzyki pop, w którym dość często, lecz niekoniecznie, występują tradycyjne elementy muzyki dla danego regionu, np. w Hiszpanii mogą być to elementy flamenco, a w Ameryce Łacińskiej elementy salsy, merengue, tango, cumbii, bądź innych gatunków wywodzących się z różnych hiszpańskojęzycznych regionów świata.
Pop latynoski jest śpiewany zazwyczaj w języku hiszpańskim bądź portugalskim. To właśnie język wykonania odgrywa największą rolę w zidentyfikowaniu tego gatunku.